# Oh Young-Ki
Oh Young-Ki (nascut l'11 de novembre de 1965), és un exjugador d'handbol sud-coreà, que va competir als Jocs Olímpics d'Estiu de 1988.
A l'Olimpíada de 1988 hi va guanyar la medalla d'argent amb la selecció de Corea del Sud. Hi va jugar tots sis partits, i hi va marcar dos gols.